# Епл Вали (Калифорнија)
Епл Вали (енгл. Apple Valley) град је у америчкој савезној држави Калифорнија. По попису становништва из 2010. у њему је живело 69.135 становника.

## Демографија
Према попису становништва из 2010. у граду је живело 69.135 становника, што је 14.896 (27,5%) становника више него 2000. године.
| Група             | 2000.          | 2010.          |
| Белци             | 36.710 (67,7%) | 38.374 (55,5%) |
| Афроамериканци    | 4.277 (7,9%)   | 6.321 (9,1%)   |
| Азијати           | 1.198 (2,2%)   | 2.020 (2,9%)   |
| Хиспаноамериканци | 10.067 (18,6%) | 20.156 (29,2%) |
| Укупно            | 54.239         | 69.135         |